# Крици и шапутања
Крици и шапутања (швед. Viskningar och rop) је шведски историјски драмски филм из 1972. године, режисера и сценаристе Ингмара Бергмана, у коме главне улоге тумаче Харијет Андерсон, Кари Силван, Ингрид Тулин, Лив Улман, Инга Гил и Ерланд Јозефсон. Филм, смештен у вили на крају 19. века, прати причу о три сестре и служавки који се суочавају са смртоносним раком једне од сестара (Андерсон). Служавка (Силван) јој је блиска, док се друге две сестре (Улман и Тулин) суочавају са емоционалном дистанцом једна од друге.
Бергман је инспирисан својом мајком, Карин Окерблом, и својом визијом четири жене у црвеној соби, филм снимио у замку Таксинг-Несби 1971. године. Његове теме укључују веру, женску психу и потрагу за смислом патње, као и библијске алузије. За разлику од претходних Бергманових филмова, користи засићене боје, посебно гримизну.
Након премијере у Сједињеним Државама, у дистрибуцији Роџера Кормана и компаније New World Pictures, филм је објављен у Шведској и приказан ван конкуренције на Филмском фестивалу у Кану 1973. године. Након два неуспешна Бергманова филма, Крици и шапутања су постигли критички и комерцијални успех. Филм је био номинован за пет Оскара, укључујући оног за најбољи филм (што је реткост за филм на страном језику). Сниматељ Свен Никвист освојио је Оскара за најбољу фотографију, а филм је освојио награду Златна буба за најбољи филм, као и друга признања.

## Радња
У великој вили из 19. века са црвеним зидовима и теписима, Агнес је на самрти због рака материце. Њене сестре, Марија и Карин, стижу у свој дом из детињства и смењују се са слушкињом, Аном, чувајући Агнес. Ана, религиознија од сестара, моли се након што је изгубила своју ћерку. Када Агнесин доктор Давид дође у посету, види своју бившу љубавницу Марију. Марија се сећа њихове афере и њеног неуспелог брака са мужем Јоакимом, који се несмртно убоо ножем као одговор на прељубу. Давид јој каже да је постала равнодушнија. Агнес се са већим разумевањем сећа њихове мајке, која ју је занемаривала, задиркивала и фаворизовала Марију, и сећа се да је са њом поделила тренутак туге. Док Агнесине сестре остају емоционално дистанциране, Ана теши Агнес која пати тако што оголи груди и држи је ноћу.
Агнес умире после дугог периода патње, а на њеном бдењу свештеник каже да је њена вера била јача од његове. Марија каже Карин да је необично да избегавају да се додирују или да воде дубоки разговор. Она покушава да додирне Карин, која устукне на тај гест. Карин се присећа раније прилике у вили, где је, борећи се са самоповређивањем, унаказила своје гениталије комадом разбијеног стакла како би одбила свог мужа Фредрика. Карин касније вечера са Маријом, говорећи да је Ана била одана Агнес и да вероватно заслужује неку успомену на њу. Она такође открива своју огорченост због Аниног познанства са њом и Маријом, своје самоубилачке склоности и своју мржњу према Маријином флертовању и плитким осмесима. Сестре се помире после свађе, додирујући једна другу.
У секвенци снова, Агнес се накратко враћа у живот и замоли Карин, а затим и Марију да јој приђу. Карин, одбијена позивом, каже да још има живота и да не воли Агнес толико да јој се придружи. Марија прилази немртвој Агнес, али ужаснута бежи када је она зграби, говорећи да не може оставити мужа и децу. Ана поново улази у собу и враћа Агнес у кревет, где држи мртву Агнес у наручју.
Породица одлучује да отпусти Ану крајем месеца, а Фредрик одбија да јој додели било какву додатну отпремнину, а собарица одбија њену обећану успомену. Марија се враћа Јоакиму, а Карин не може да верује у Маријину тврдњу да се не сећа њиховог додира. Ана проналази Агнесин дневник у коме чита одломак у коме су она, Марија, Карин и Ана, биле заједно на љуљашци. Агнес је написала да „шта год да буде, ово је срећа”.

## Улоге
| Глумац           | Улога                 |
| ---------------- | --------------------- |
| Харијет Андерсон | Агнес                 |
| Кари Силван      | Ана                   |
| Ингрид Тулин     | Карин                 |
| Лив Улман        | Марија (и њена мајка) |
| Андерс Ек        | свештеник Исак        |
| Инга Гил         | тетка Олга            |
| Ерланд Јозефсон  | Давид                 |
| Хенинг Морицен   | Јоаким                |
| Георг Орлин      | Фредрик               |
| Лин Улман        | Маријина ћерка        |
| Лена Бергман     | млада Марија          |

## Продукција

### Развој
Према Бергману, он је причу смислио током усамљеног, несрећног периода на Фореу када је непрестано писао. Он је описао понављајући сан четири жене у белој одећи у црвеној соби, које су шапутале једна другој. Рекао је да то симболизује његов поглед из детињства на душу као безличну особу која је споља црна, представљајући срам, а црвена изнутра. Упорност визије наговестила је Бергману да би то могао бити филм, рекао је,[8] и планирао је „портрет моје мајке... велике љубави мог детињства”. Карин има исто име као Бергманова мајка, али све четири протагонисткиње треба да представљају аспекте њене личности.
Успомена из детињства на мртвачницу Софиахемет такође је утицала на редитеља:
Млада девојка коју су управо лечили лежала је на дрвеном столу на средини пода. Повукао сам чаршав и открио је. Била је потпуно гола осим гипса који се протезао од грла до стиднице. Подигао сам руку и додирнуо јој раме. Чуо сам за хладноћу смрти, али кожа девојке није била хладна већ врућа. Померио сам руку на њену дојку, која је била мала и опуштена са усправном црном брадавицом. На њеном стомаку је било тамно. Она је дисала.
Пошто је Бергманове филмове било тешко пласирати на тржиште, страни капитал није био доступан за финансирање филма. Одлучио је да сними овај филм на шведском, а не на енглеском (као што је био његов претходни филм Додир) и финансира га преко своје продукцијске куће Cinematograph. Иако је искористио 750.000 круна своје уштеђевине и позајмио 200.000 круна, такође је затражио помоћ од Шведског филмског института око буџета филма од 1,5 милиона круна. Ово је изазвало неке критике, пошто Бергман није био режисер у успону коме су субвенције биле потребне. Да би уштедели новац, главне глумице и Никвист су враћале своје плате као позајмице и биле су номинални копродуценти.
У својој књизи Слике, Бергман је написао: „Данас осећам да сам у Персони — а касније и у Крицима и шапутањима — отишао колико сам могао. И да сам у ова два случаја, док сам радио у потпуној слободи, дотакао тајне без речи које само биоскоп може открити”. У есеју приложеном уз DVD, критичар Питер Кауви је цитирао режисера: „Сви моји филмови се могу замислити као црно-бели, осим Крика и шапутања”.

### Кастинг
Када је Бергман писао сценарио, од почетка је намеравао да у филму глуме Лив Улман и Ингрид Тулин. Свој избор Харијет Андерсон за улогу Агнес објаснио је: „Веома бих волео да имам и Харијет, пошто она припада овој раси загонетних жена”. Андерсонова није годинама радила са Бергманом и послао јој је белешке, а не комплетан сценарио. Улманова је описала да је примила „лично писмо” од 50 страница од Бергмана у којем је описао причу која је почињала са: „Драги пријатељи: Сада ћемо заједно снимити филм. То је нека врста визије коју имам и коју ћу покушати да опишем”. Андерсонова није добила причу о Агнес; Агнесине сестре су биле удате и имале су децу, али Андерсонова није била сигурна да ли се Агнес икада удала или се разболела у раној младости и живела са својом мајком.
Бергман и Улманова су раније били у љубавној вези, а њихова ћерка Лин Улман се појављује и као Маријина и Анина ћерка у филму. Још једна Бергманова ћерка, Лена, такође се појављује као млада Марија.
Режисер је у почетку рекао да се нада да ће Мија Фароу бити у филму: „Да видимо да ли ће то успети. Вероватно хоће; зашто не би?” Међутим, она никада није изабрана. Кари Силван, почетница у Бергмановим филмовима, добила је ону улогу која је била намењена Мији Фароу.

### Претпродукција
Неколико претходних Бергманових филмова снимљено је у боји. Црвена је била посебно наглашена, а сниматељ Свен Никвист је направио многе тестове фотографије како би ухватио уравнотежене комбинације црвене, беле и кожне боје. На разочарање чланова Шведског филмског института, Бергман је одбио да снима у њиховим новим, скупим студијима и снимао је на локацији у замку Таксинг-Несби. Пошто је унутрашњост виле била оронула, екипа је била слободна да фарба и украшава по свом нахођењу.

### Снимање
Филм је сниман од 9. септембра до 30. октобра 1971. године. Никвист је користио Eastmancolor филм, који је повећао резолуцију и био је најосетљивији на боје. Последња сцена на љуљашци на отвореном снимљена је рано у продукцији како би филмски ствараоци обезбедили сунчеву светлост пре хладнијих времена. Улманова је рекла да је свака сцена снимљена при природном светлу, користећи велике прозоре за унутрашње сцене.
Андерсонова је описала расположење на сету као лагано, противотров за тешку тему филма. Рекла је да иако је обично читала сценарио и рано одлазила у кревет током продукције, филмски ствараоци су је држали будном до касно како би побољшали њен уморни, болесни изглед. Глумица је своју сцену смрти направила по узору на смрт свог оца, а Бергман је режирао њене дубоке, насилне инхалације.

## Теме и интерпретације
Претходни Бергманови филмови били су фокусирани на привидно одсуство Бога, али стручњак Џулијан Рајс је цитирао Бергмана који је рекао да је отишао даље од те теме. Рајс је написао да су Крици и шапутања, након Тишине (1963) и Персоне (1966), више засновани на психологији и индивидуацији. Академик Ева Рушман је рекла да је психоанализа очигледно средство за проучавање филма, с обзиром на подсвесне везе између ликова.

### Породица и отуђеност
Професор Егил Тернквист је испитао наслов филма. Млада Марија шапуће својој мајци, а Карин и Марија шапућу једна другој док се повезују. Према Тернквисту: „Крици се односе на супротне емоције: бол, немоћ, усамљеност”. Професорка Ема Вилсон описала је породичну невољу, при чему се Карин осећала угроженом додиром, а Марија је тражила „еротски” додир. Међутим, Марију одбија Агнесино труљење и њено мртво тело. Рушманова је објаснила Каринину одбојност према додиру као резултат њеног степена изолације и уздржаности. Сцена у којој Ана љуља Агнес сугерише да додир и сензација умирују, упркос „непрозирном” питању њихове везе, које се може упоредити са сестринством.
Представа чаробне лампе у којој сестре уживају је „Ивица и Марица”, која открива Агнесино осећање напуштености и мајчино наклоност Марији; према Рушмановој, прича браће Грим о јединству брат и сестре супротставља се отуђености сестара. Историчар кинематографије П. Адамс Ситни је написао да су родитељи Ивицу и Марицу напустили у шуми (симболизам), а Агнесин рак је еквивалент вештици у причи браће Грим. Каринино сакаћење стиднице значи да њен муж неће имати секс са њом, а црно вино симболизује крв из материце. Тернквист је написао да Каринин пренос крви из вулве у уста значи да неће имати секс нити говорити, а спречавање комуникације појачава усамљеност. Ситни је написао да је породица најјединственија када чита Пиквик папире Чарлса Дикенса, који описују „мушку солидарност и шиканирање, угрожене женским сплеткама за брак”. Према Френку Гадоу, отуђење се враћа након Агнесине сахране. Ана је отпуштена без топлине и саосећања, а мушкарци јој ускраћују новчану награду упркос годинама службе. Марија такође одбија „сентименталне апеле” Карин.
Филмски стручњак Марк Џервајс написао је да Крици и шапутања немају дефинитивно решење о томе да ли патња и смрт имају икакво значење, цитирајући свештеника који изражава своје сумње и страхове када хвали Агнес. Џервајс је ово упоредио са протагонистом Бергмановог ранијег филма Зимско светло, Бергмановим сопственим конфликтним осећањима и његовим односом са оцем, Ериком, проповедником Цркве Шведске. Према Џервајсу, крај представља Бергманово решење: додир, у одређеним приликама, може учинити живот вредним. Тернквист је упоредио крај са крајем Бергманових Дивљих јагода из 1957. године; он „указује на прошлост, на рајско постојање у овом животу, на заједништво својствено детињству које је касније изгубљено”.

### Полне и родне улоге
Критичар Марко Ланзагорта је написао: „Неоспорно, Крици и шапутања су филм о свету жена и веома је отворен у погледу рода и сексуалне политике коју приказује”. Прича одговара Бергмановом мотиву „зараћених жена”, виђеном раније у Тишини и Персони и касније у Јесењој сонати (1978). Филм је инспирисао есеје о Бергмановом погледу на жене. Патриша Еренс је написала: „Бергманове жене у филмовима као што су Персона и Крици и шапутања нису само објекти злостављања, већ створења кроз која Бергман може да изрази своје субјективне страхове, своје бројне фрустрације и неуспехе у очувању аутономије себе и контроле стварности”.
Феминисткиње су критиковале филм. У журналу Film Quarterly, Џоан Мелен је признала да је Бергман користио своје женске ликове као говорнике, а да његове жене означавају „дилему отуђених, патних људских бића”. У Бергмановим филмовима жене и мушкарци не успевају да нађу одговоре на своје дилеме; према Мелен, мушкарци су без одговора или не могу бринути ни за кога осим за себе. Међутим, она је написала да Бергманове жене не успевају због своје биологије и немогућности да превазиђу своју сексуалност: „Бергман инсистира на томе да су жене због своје физиологије заробљене у сувим и празним животима у којима вену док се боре почињу појављивати на њиховим лица”. Критичарка Моли Хаскел приписала је Крике и шапутања Бергмановој каснијој филмографији, која се разликовала од његових ранијих радова у погледу на жене. Жене у његовим раним филмовима живеле су у хармонији једна са другом и имале потпуније животе; Бергман је користио жене у овом филму и својим каснијим филмовима као „пројекције своје душе”, откривајући своју „сексуалну таштину”. Према Хаскеловој, Бергман је напао своје женске ликове због атрибута које им је дао: Карининог потискивања и Маријине сексуалности.
Академик Лора Хубнер сложила се са ставом есејисте CineAction-а Варде Берстин да Крици и шапутања описују потискивање жена, али не подржавају потискивање и филм се противи патријархату. Рушманова је емоционално отуђење пратила до мајке жена, која на родне улоге тог доба реагује „досадом, бесом и фрустрацијом”. Према Рушмановој, њене ћерке преузимају (или одбацују) њену позицију и притом себи наносе штету. Агнесина везаност за кревет може одражавати родне улоге и очекивања жена у погледу секса, порођаја и смрти. Ауторка Биргита Стин оспорила је оно што је назвала Меленином марксистичком феминистичком анализом, укрштајући Бергманове реалистичне и метафоричке филмове тврдњом да они нису производ сексистичког погледа.
Рушманова је цитирала Бергмана који је рекао да је његова „непрекидна фасцинација читавом расом жена једна од [његових] главних извора. Очигледно таква опсесија имплицира амбивалентност; има нешто компулзивно у томе”. Међутим, сумњао је да постоји велика разлика између мушкараца и жена: „Мислим да би, да сам снимио Крике и шапутања са четворицом мушкараца у главним улогама, прича мање више била иста”.

### Митске и библијске алузије
Иако Агнесино привидно васкрсење може одражавати Анин страх (или жељу), Ема Вилсон је написала да је замаглила границу између живота и сна и да би могла укључивати натприродну активност. Бергман је објаснио сцену:
Смрт је крајња усамљеност; то је оно што је толико важно. Агнесина смрт је ухваћена на пола пута у празнину. Не видим да има нешто чудно у томе. Да, богами, постоји! Ова ситуација никада није била позната, ни у стварности, ни у филмовима.
Тернквист је саветовао да се не посматра дословно Агнес ускрснуће из мртвих, повезујући га са кривицом сестара.
Према Ситнију, статуа у прологу може бити Аполон или Орфеј. Ако уметничка, осуђена Агнес одговара Орфеју као и Бергману, Агнесина мајка може одговарати Еуридики (која представља „зелени свет”). П. Адамс Ситни је закључио да филм говори о „орфичкој трансформацији терора у уметност, о губитку мајке у музичко богатство јесењих боја”.
Тетка Олга користи чаробну лампу за приповедање „Ивице и Марице”, а Ситни је ово повезао са „даром бајки — а самим тим и психичко-одбрамбеном машинеријом за екстериоризацију инфантилних и едипских терора”. У народној причи „Пепељуга”, крварење стопала злих полусестара као метафора за менструацију је увећано Карининим сакаћењем вулве. Њен смех подсећа на злу вештицу из „Ивице и Марице”, јер реагује на штету коју је нанела њена сексуалност.
Тернквист је, видевши да се Ана моли за своју мртву ћерку док једе јабуку, написао: „Једење јабуке повезује Ану, чија је мртва ћерка несумњиво била ванбрачно дете, са предвечерјем пада, са првородним грехом.” Према монтажеру Рафаелу Шаргелу, Ана делује несвесна на светогрђе грицкања одмах после богослужења и да је њен избор хране забрањено воће.
Тернквист је написао да Агнесин продужени бол и смрт подсећају на Исусове муке, а Вилсонова је упоредила положај Агнесиних руку и ногу са Исусовим телом након његовог страдања. Гадо је такође видео паралеле са Исусовим распећем и флешбекове на Велики петак и помињање Дванаесте ноћи на крају филма (што је сматрао ироничним, пошто је Дванаеста ноћ повезана са откривењем). Представа чаробне лампе се одржава у Дванаестој ноћи. Ситни, Рушманова и Ирвинг Сингер описали су сцену у којој Ана љуља Агнес као алузију на Пијету, при чему Ланзагорта прецизира Микеланђелову Пијету. Према академику Артуру Гибсону, обред Пијета постаје искупљење: „Ана у наручју држи бол, усамљеност и грех света ухваћеног у невином божанском патнику”.

## Стил
Године 1972, часопис Variety је дефинисао „Бергманов сувоњав стил” као „употребу дуготрајних крупних планова, да бледи до црвене боје и звучну подлогу која одзвања откуцајима сатова, шуштањем хаљина и пригушеним крицима изгубљених”. Критичар Ричард Броди назвао је филм историјским комадом у којем су костими истакнути. Према Џервајсу, Бергман је одбацио своју претходну строгост у корист веће естетике.
Вилсонова је приметила да црвене собе у филму заузимају жене у белом, а „азурне, еденске слике почетка постепено су преплављене гримизном”. Продуцент Брус А. Блок описао је разноликост боја као минималну, са нагласком на „екстремно засићену црвену”. Према Ричарду Армстронгу, Eastmancolor филму је додао „ливидан, благо ониричан квалитет”. Две собе у првој сцени (једна у којој Марија спава, а друга Агнесина соба) спојене су истим бојама, укључујући „крваво црвене” тепихе и завесе и беле јастуке и спаваћице. Вилсонова је приметила да филм има појављивања и нестајања у засићеним црвеним бојама. Ситни је анализирао шему боја Крика и шапутања, пишући да постоје потези од црвене са белом до црвене са црном до наранџасте и окер (у завршној, јесењој сцени на отвореном). Крв, виђена када се Маријин муж повреди, а Карин посече своју вулву, одражава ранији поглед на лик мајке која држи црвену књижицу уз хаљину. Ситни ово повезује са менструацијом и кастрацијом.
Вилсонова је описала и друге употребе слика: статуе које испуњавају башту, украсе, сунчеву светлост на сату и поглед на Марију која открива „текстуру” своје косе. Слике се нижу једна за другом у петоминутном прологу без изговорених речи. Крупни планови Марије у почетној сцени су детињасти. Агнес се види са отвореним устима и влажним очима, осликавајући њену бол. Њена сећања на мајку су идеализована, са „цветајућим зеленилом Еденског врта”. Истражујући визуелни приказ и Бергманов приказ друштвене изолације и жалости, критичари Кристофер Хиткот и Џеј Маршал пронашли су паралеле у сликама Едварда Мунка.
У филму је коришћена сарабанда Јохана Себастијана Баха из Свите за виолончело бр. 5 у Ц-молу у извођењу Пјера Фурнијеа. Примећујући њену употребу када се две сестре нежно додирују, критичар Робин Вуд је написао да одговара Бергмановој употреби Баха да означи „могућу трансцендентну целину”. Партитура такође садржи Мазурку у А-молу Фредерика Шопена, коју изводи Каби Ларетеи. Према музикологу Алексису Луку, Бергманова употреба мазурке када се Ана присећа своје преминуле ћерке преноси „чулни тренутак сећања”.
Звукови се користе на друге начине, а Анина мртва ћерка се очигледно чује када је Ана близу колевке након Агнесине смрти. Звона и сатови у прологу су чујнији од природних звукова који им претходе; Агнесина борба да дише убрзо се придружује откуцавању часовника, а монтажер Кен Дансигер открива „континуитет времена и живота”.

## Објављивање
Свака већа компанија за дистрибуцију филмова одбила је Крике и шапутања, чак и када је Бергман тражио аванс од само 75.000 долара. Његова права у САД купио је New World Pictures Роџера Кормана за 150.000 долара, а Корман је потрошио додатних 80.000 долара на маркетинг. Према речима продуцента, филм је остварио профит од милион долара и био је Бергманов највећи успех у САД. Аутор Тино Балио пријавио је америчку зараду од 1,2 милиона долара у 803 биоскопа и назвао га Бергмановим филмом са најбољим учинком још од Тишине. Да би квалификовали филм за 46. доделу Оскара, дистрибутери су пожурили да га премијерно прикажу у округу Лос Анђелеса (неколико месеци пре његовог издавања у Шведској). Премијерно је приказан у Њујорку 21. децембра 1972. године.
Филм је премијерно приказан у Шведској у биоскопу Шпегелн у Стокхолму 5. марта 1973. године. Крици и шапутања су касније приказани ван конкуренције на Канском филмском фестивалу 1973, где је Бергман добио снажну позитивну реакцију публике.
На 61. Берлинском међународном филмском фестивалу у фебруару 2011. (са присуством Андерсонове), Крици и шапутања су у секцији Ретроспектива. Године 2015, The Criterion Collection је објавио филм у 2К резолуцији на Blu-ray формату.

## Пријем

### Критике
Пре изласка филма, процене за Бергмана су снизили Ритуал (1969) и Додир (1971). У Шведској, критичар новина Svenska Dagbladet Оке Јанзон и критичар Dagens Nyheter Хансерик Хјертен оценили су Крици и шапутања као поетски приказану психолошку студију. Критичар О. Фос је написао мање позитивну рецензију у Fant-у, назвавши га „рапсодијом окамењених Бергманових тема”.
Филм је генерално хваљен у Сједињеним Државама. У новинама The New York Times, Винсент Кенби га је назвао „величанственим, дирљивим и веома мистериозно новим филмом”. Укључио је филм на своју листу 10 најбољих филмова 1972. године. Роџер Иберт дао је филму четири звездице (од четири) у својој првобитној рецензији: „Склизнемо ниже у седиштима, осећамо клаустрофобију и сексуалну узнемиреност, схватајући да смо окружени визијом филмског редитеља који је апсолутни мајстор у својој уметности” и прогласио га „најбољим филмом 1972”. Часопис Variety је похвалио смер за „хипнотички утицај”. У часопису New York, Џудит Крист назвала га је „генијалним делом — свакако најкомплекснијим, најперцептивнијим и најхуманијим Бергмановим делом до сада”. Франсоа Трифо је направио позоришно поређење, рекавши да филм „почиње као Чеховљеве Три сестре, завршава се као Вишњак, а између тога више личи на Стриндберга”.
Критичар часописа Empire Дејвид Паркинсон дао је филму пет звездица 2000. године, написавши да се филм уклапа у подскуп „проучавања карактера” у чему је Бергман био вичан. Рецензирајући DVD у The New Yorker-у, Ричард Броди је рекао да је, упркос историјској поставци, емотивна драма одјекнула код модерне публике. Иберт га је додао на своју листу „Сјајни филмови” 2002. године, написавши да гледање филма „дотиче екстреме људских осећања. Толико је лично, тако продире у приватност да скоро желимо да скренемо поглед”. Те године Џејмс Берардинели похвалио је Андерсонин наступ као „толико моћан да се осећамо као уљези који га гледају. Она вришти, цвили, моли и плаче. Жуди за смрћу и боји је се”. Берардинели је сматрао да је Бергманова употреба гримизне делотворна у стварању расположења; „природне асоцијације које се стварају са овом бојом, посебно у оваквој причи, су од греха и крви”. Рецензија Aftonbladet-а из 2003. назвала га је ремек-делом са предивном естетиком, али непријатном темом, цитирајући Никвиста и Андерсонову. Емануел Леви је похвалио кинематографију филма и извођење главних женских улога, назвавши резултат ремек-делом 2008. године. Филм је заузео 154. место у анкети критичара Британског филмског института из 2012. о најбољим филмовима икада снимљеним. Леонард Малтин је филму дао три звездице у свом филмском водичу из 2014. године, хвалећи његове визуелне ефекте, али упозоравајући гледаоце на велику количину дијалога. Рецензирајући Blu-ray издање 2015. године, критичар Мик Ласал назвао је филм „ремек-дело” у коме је црвена боја имала важан ефекат. Критичар Los Angeles Times-а Енди Клајн поставио је филм „чврсто у модус егзистенцијалне/емоционалне анксиозности [Бергмановог] најбољег дела”, назвао га је тријумфалним повратком након филма Додир, и нашалио се о сцени васкрсења: „Да, технички је ово филм о зомбијима”. Питер Бредшо из новина The Guardian дао је филму пет звездица од пет написавши „Овај филм пече, попут леда који се држи уз кожу”.
Дон Дракер је написао негативну рецензију за Chicago Reader, критикујући недостатак суштине, а рецензија часописа Time Out назвала је филм „црвеном харингом” у поређењу са Бергмановим чистијим психолошким драмама. У рецензији часописа Slant Magazine из 2015. Клејтон Дилард је изразио разочарање што Агнесин рак није приказан као такав (при чему је уместо тога изражавала бол сличан страсти) и што Каринино самоповређивање није јасно објашњено.”
На сајту Rotten Tomatoes, филм има рејтинг одобравања од 94% на основу 33 рецензије, са просечном оценом 8,50/10. Критички консензус сајта гласи: „Визуелно запањујуће и болно изведено, камерно дело Ингмара Бергмана је висцерално размишљање о смрти и сестринству.”

### Награде
Филм је освојио три награде Златна буба у Шведској, укључујући и најбољи филм. У Кану је освојио Велику техничку награду. Био је то четврти филм на страном језику икада номинован за Оскара за најбољи филм, уз четири друге номинације на 46. додели Оскара; Свен Никвист освојио је награду за најбољу фотографију.
Филм је био номинован и освојио неколико других награда удружења критичара и фестивала. На 27. додели награда БАФТА, Свен Никвист је био номинован за најбољу фотографију, а Ингрид Тулин за најбољу споредну глумицу; на 30. додели Златних глобуса, био је номинован за најбољи филм на страном језику.
| Награда                                       | Категорија                     | Номиновани       | Исход      | Реф.    |
| --------------------------------------------- | ------------------------------ | ---------------- | ---------- | ------- |
| Оскар                                         | Најбољи филм                   | Ингмар Бергман   | Номинација | [ 102 ] |
| Оскар                                         | Најбољи режисер                | Ингмар Бергман   | Номинација | [ 102 ] |
| Оскар                                         | Најбољи оригинални сценарио    | Ингмар Бергман   | Номинација | [ 102 ] |
| Оскар                                         | Најбоља фотографија            | Свен Никвист     | Освојено   | [ 102 ] |
| Оскар                                         | Најбоља костимографија         | Марик Вос        | Номинација | [ 102 ] |
| Награде Бодил                                 | Најбољи европски филм          | Ингмар Бергман   | Освојено   | [ 99 ]  |
| Награде БАФТА                                 | Најбоља фотографија            | Свен Никвист     | Номинација | [ 103 ] |
| Награде БАФТА                                 | Најбоља споредна глумица       | Ингрид Тулин     | Номинација | [ 103 ] |
| Кански филмски фестивал                       | Техничка велика награда Вулкан | Ингмар Бергман   | Освојено   | [ 100 ] |
| Награде Давид ди Донатело                     | Најбољи страни режисер         | Ингмар Бергман   | Освојено   | [ 105 ] |
| Награде Давид ди Донатело                     | Специјални Давид               | Харијет Андерсон | Освојено   | [ 106 ] |
| Награде Давид ди Донатело                     | Специјални Давид               | Ингрид Тулин     | Освојено   | [ 106 ] |
| Награде Давид ди Донатело                     | Специјални Давид               | Лив Улман        | Освојено   | [ 106 ] |
| Награде Давид ди Донатело                     | Специјални Давид               | Кари Силван      | Освојено   | [ 106 ] |
| Награде Златни глобус                         | Најбољи филм на страном језику | Ингмар Бергман   | Номинација | [ 104 ] |
| Награде Златна буба                           | Најбољи филм                   | Ингмар Бергман   | Освојено   | [ 99 ]  |
| Награде Златна буба                           | Најбоља глумица                | Харијет Андерсон | Освојено   | [ 99 ]  |
| Награде Златна буба                           | Специјално достигнуће          | Свен Никвист     | Освојено   | [ 99 ]  |
| Награде Јуси                                  | Најбољи страни режисер         | Ингмар Бергман   | Освојено   | [ 99 ]  |
| Настро д'Аргенто                              | Најбољи страни филм            | Ингмар Бергман   | Освојено   | [ 99 ]  |
| Национални одбор за рецензију филмова         | Најбољи режисер                | Ингмар Бергман   | Освојено   | [ 107 ] |
| Национални одбор за рецензију филмова         | Најбољи страни филм            | Ингмар Бергман   | Освојено   | [ 107 ] |
| Национални одбор за рецензију филмова         | Најбољи страни филмови         | Ингмар Бергман   | Освојено   | [ 107 ] |
| Национално друштво филмских критичара         | Најбољи сценарио               | Ингмар Бергман   | Освојено   | [ 108 ] |
| Национално друштво филмских критичара         | Најбоља фотографија            | Свен Никвист     | Освојено   | [ 108 ] |
| Награда Удружења њујоршких филмских критичара | Најбољи филм                   | Ингмар Бергман   | Освојено   | [ 109 ] |
| Награда Удружења њујоршких филмских критичара | Најбољи режисер                | Ингмар Бергман   | Освојено   | [ 109 ] |
| Награда Удружења њујоршких филмских критичара | Најбољи сценарио               | Ингмар Бергман   | Освојено   | [ 109 ] |
| Награда Удружења њујоршких филмских критичара | Најбоља глумица                | Лив Улман        | Освојено   | [ 109 ] |

## Наслеђе
Године 1981. PostNord Sverige је издао поштанску марку са сликом сцене у којој Ана држи Агнес, као део серије која је обележавала историју шведске кинематографије. Каснија остварења Вудија Алена, укључујући филмове Ентеријери (1978) и Хана и њене сестре (1987), били су под утицајем Крика и шапутања, као што је била и трилогија Маргарет фон Троте из 1979−1988: Сестре, или баланс среће, Маријана и Џулијана и Љубав и страх. Музеј Халвил је 2017. изложио костиме из Крика и шапутања, као и других Бергманових филмова.
Филм је прилагођен за сцену. Андреј Шербан режирао је Крике и шапутања 2010. за Мађарско позориште у Клужу, драматизујући Бергманову причу и продукцију филма. Иво ван Хове је 2009. режирао адаптацију на Бергмановом фестивалу у шведском Краљевском драмском позоришту и 2011. на Музичкој академији у Бруклину са Крис Нитвелт као Агнес, премештајући причу у савремено окружење, смањујући употребу црвенр и заменивши класичну музику из филма модерним песмама, укључујући „Cry Baby” Џенис Џоплин.